# 멘데스 알바로역
멘데스 알바로 역(스페인어: Méndez Álvaro)은 마드리드 지하철 6호선의 역이다. 마드리드 아르간수엘라 구의 멘데스 알바로 거리에 위치해 있다. 세르카니아스 마드리드의 C1호선, C5호선, C7호선, C10호선도 지나가는 환승역이다. 역 부근에는 마드리드 남부버스터미널이 자리해 있다.
마드리드 지하철에 적용되는 요금구역상으로는 A구역에 속하며, 세르카니아스 마드리드 기준으로는 0구역에 해당한다.

## 역사
1981년 5월 7일 6호선의 파시피코-오포르토 구간이 개통됨에 따라 처음으로 문을 열었다. 지하철역은 페드로 보스 거리와 멘데스 알바로 거리가 만나는 교차로 부근에 위치해 있었다. 지하철역을 건설할 당시 이미 환승역을 염두에 두고 지어졌는데, 렌페 측에서 비야베르데 알토와 아토차를 잇는 세르카니아스 마드리드 신노선을 구축하면서 지하철과의 환승 연계를 위해 이곳을 거쳐가기로 결정하였기 때문이었다. 원래는 이곳이 아닌 볼리바르 역이라는 별개의 역을 두려고 하였으며, 현재는 그 자리에 6호선의 아르간수엘라-플라네타리오 역이 들어서 있지만 당시만 하더라도 6호선 역이 없었다.
1989년 아토차와 비야베르데 알토를 잇는 C5호선이 개통됨에 따라 멘데스 알바로 역에도 세르카니아스 노선이 들어오게 되었다. C5호선 승강장은 지하에 지어졌으며 기존 지하철역과 수직으로 지어졌다. 이 과정에서 양쪽 역간의 환승을 돕는 대합실 건물이 신설되었고, 페드로 보스 거리에 출구를 내었다.
1992년부터는 기존에 있던 역 지상에 다시 두 개의 승강장을 놓는 공사가 지삭되었다. 멘데스 알바로 거리에 위치한 이쪽 승강장으로는 C7b호선과 C10호선이 들어오게 되었다. 지상역은 1996년에 완고오디었으며 옴부 거리에 출구 하나를 내었다. 또 C5호선 승강장과 기존 대합실과 연결되는 지하 환승통로도 신설하였다. 비슷한 시기 마드리드 남부버스터미널도 지어져 국내와 국제 장거리 버스노선이 들어오게 되었다.

## 환승 정보
역 주변에 시내버스 정거장이 아홉 곳 있다.
시외버스 노선은 역에서 조금 떨어진 마드리드 남부 버스터미널 (Estación Sur de Autobuses)에서 이용 가능하다. 일부 장거리 버스노선도 취급한다.
버스
- 시내버스
  - 8, 102, 113, 148, 152, 156번 노선 (주간)
  - N11번 노선 (야간)
- 시외버스
  - 418, 419, 423번 노선 (주간)

지하철과 세르카니아스
| 마드리드 지하철                    | 마드리드 지하철       | 마드리드 지하철               |
| ---------------------------------- | --------------------- | ----------------------------- |
| 아르간수엘라-플라네타리오 순환선   | 마드리드 지하철 6호선 | 파시피코 순환선               |
| 세르카니아스 마드리드              |                       |                               |
| 마드리드-아토차 아에로푸에르토 T4  | C1호선                | 델리시아스 프린시페 피오      |
| 마드리드-아토차 모스톨레스-엘 소토 | C5호선                | 도세 데 옥투브레 우마네스     |
| 마드리드-아토차 푸엔테 데 라 모라  | C7호선                | 델리시아스 알칼라 데 에나레스 |
| 마드리드-아토차 아에로푸에르토 T4  | C10호선               | 델리시아스 비얄바             |